# Sture Ericson (femkampare)
Erik Sture Ericson, född 15 februari 1929 i Holms socken, Medelpad, död 26 augusti 1990 i Sigtuna, var en svensk modern femkampare. Han tävlade för A 6 IF.
Ericson tävlade för Sverige vid olympiska sommarspelen 1960 i Rom. Han slutade på 21:a plats i den individuella tävlingen i modern femkamp och var en del av Sveriges lag som slutade på sjätteplats i lagtävlingen. Övriga i Sveriges lag var Per-Erik Ritzén och Björn Thofelt.
Han blev svensk mästare i modern femkamp 1960. Sture Ericson är begravd på Sigtuna kyrkogård.